# Bumerang (transporte blindado)
El VPK-7829 Bumerang (en ruso: Бумеранг, Boomerang) es un vehículo anfibio modular de combate de infantería sobre ruedas y un vehículo blindado de transporte de tropas que está siendo desarrollado por la Compañía Industrial Militar Rusa (MIC) para el ejército ruso. Actualmente no está en servicio en las fuerzas terrestres rusas.

## Historia

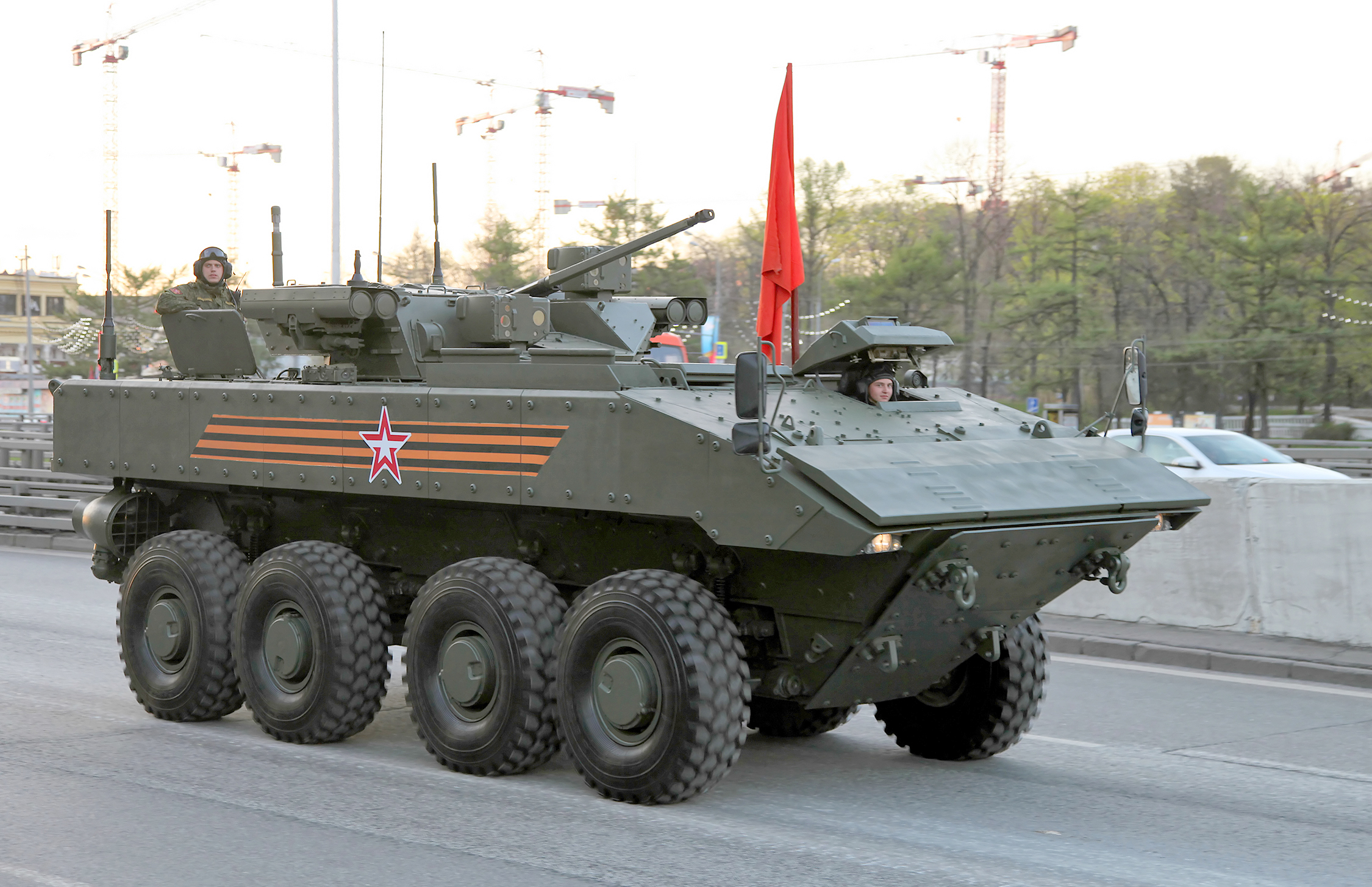
Un Bumerang VCI en los ensayos previos a la parada militar del 9 de mayo.

A principios de la década de 1990 se desarrolló el BTR-90 como sustituto del BTR-80 en el ejército ruso. Aunque supuso una mejora moderada en armamento, protección, movilidad y espacio interior con respecto a su predecesor, todo ello se produjo a costa de un gran aumento del precio unitario. No fue aceptado en servicio (salvo en pequeñas cantidades), ya que el modesto aumento de prestaciones no se consideraba suficiente justificación para su coste y complejidad. Las compras del BTR-80 se detuvieron en 2010 y se obtuvo el BTR-82 mejorado como medida provisional. 
A mediados del 2011 el ministerio de defensa ruso solicitó desarrollar un vehículo de concepción modular sobre ruedas en vez de adquirir el BTR-90. Así se dio inicio al desarrollo de un nuevo tipo de blindado sobre ruedas de tipo TBP que, junto a un VCI de similar capacidad en cuanto a su armamento, el Kurganets-25, darían pie al cambio necesario de blindados para las tropas rusas.
En noviembre de 2011 los medios de comunicación afirmaron que el nuevo proyecto había sido aprobado. El 21 de febrero de 2012 el coronel general Alexander Postnikov declaró que el Ejército ruso recibiría las primeras entregas del prototipo Bumerang en 2013. Las entregas a gran escala comenzarían en 2015.
El Bumerang se vio por primera vez en público (inicialmente con la torreta y el cañón cubiertos) durante los ensayos para el desfile del Día de la Victoria de Moscú de 2015.
El vehículo sufrió varios retrasos, y en 2020 se afirmó que las pruebas de la plataforma finalizarían en 2021, y que la producción comenzaría después. El motivo del retraso fue que, tras los ensayos preliminares de 2019, se decidió introducir cambios en la carrocería principal, como resultado de los cuales se mejorarían las condiciones para los soldados en el compartimento de tropas, así como la flotabilidad del vehículo.

## Diseño

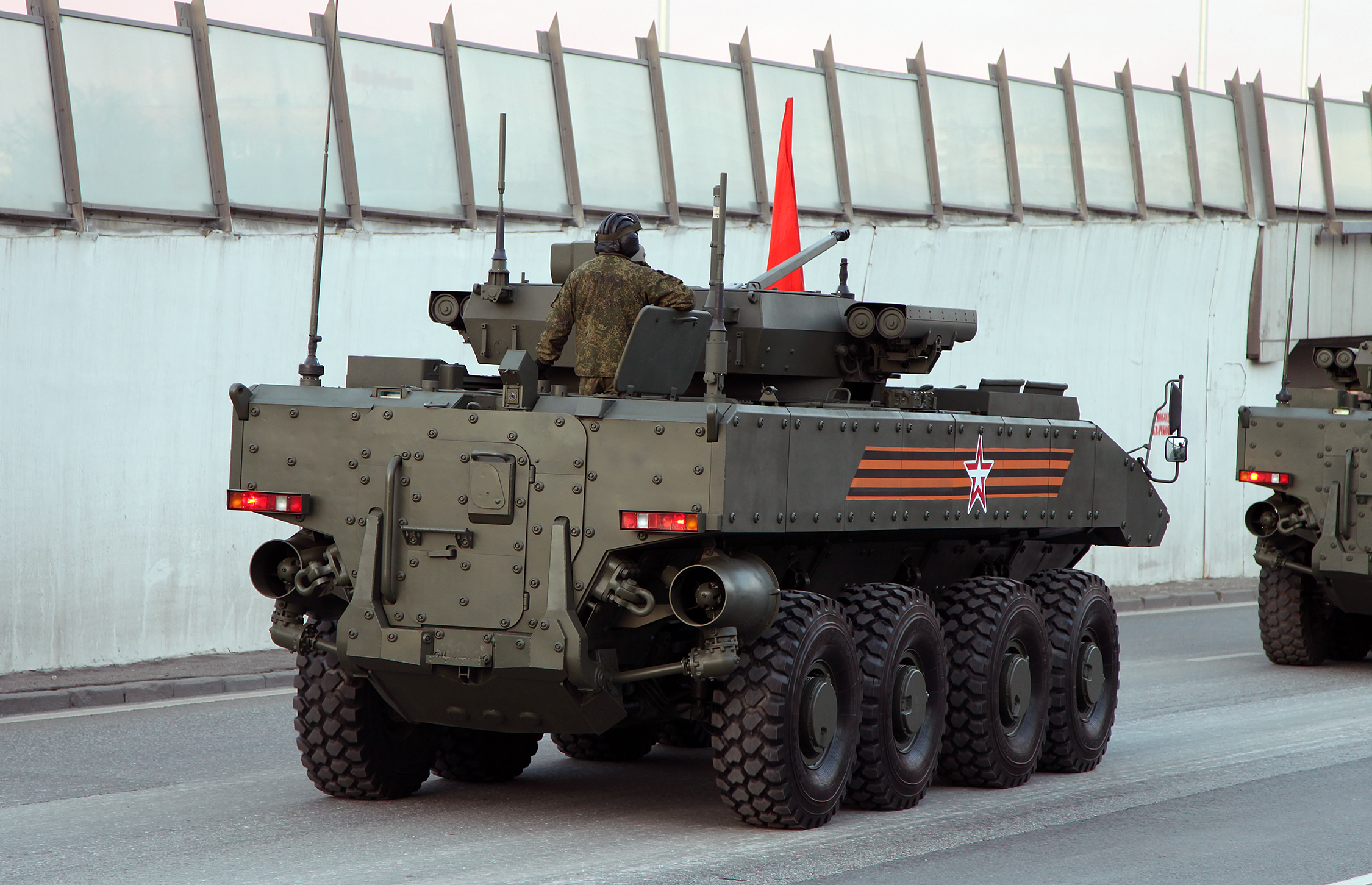
Vista reversa del Bumerang, donde se aprecian las salidas de sus dos hidrojets.

La compañía MIC afirmó que "no se parecerá en nada a ninguno de los APC modernos". El vehículo Bumerang se basará en la Plataforma de Combate Universal Armata. Será anfibio y podrá sortear obstáculos acuáticos utilizando dos chorros de agua. A diferencia de la anterior serie de vehículos BTR (como el BTR-70), el motor estará situado en la parte delantera en lugar de en la trasera. La ubicación del motor era un inconveniente importante de los vehículos BTR, ya que los soldados tenían que salir por puertas laterales estrechas. El Bumerang tenía puertas traseras y escotillas en el techo para la entrada y salida de tropas. Probablemente tendría una tripulación de tres personas formada por el conductor, el artillero y el comandante, y capacidad para siete soldados. Estaría protegido por un blindaje cerámico y tecnologías para evitar las esquirlas de los proyectiles. Al igual que los BTR, el Bumerang será un vehículo de ruedas 8×8 y estará equipado con un motor diesel turboalimentado de 750 CV. 

## Armamento
Varios componentes y subsistemas serían intercambiables entre el APC Bumerang y el IFV Kurganets-25, y ambos vehículos estarán propulsados por el mismo motor. Existen dos versiones del vehículo Bumerang 8×8: el vehículo blindado de transporte de tropas (APC) K-16, ligeramente armado con una ametralladora de 12,7 mm en una pequeña torreta con control remoto; y el vehículo de combate de infantería (IFV) K-17, fuertemente armado con el Bumerang-BM RWS con un cañón de 30 mm y misiles antitanque Kornet-EM o el AU-220M con autocañón BM-57 de 57 mm y ametralladora PKMT de 7,62 mm.

## Variantes
El VPK-7829 Bumerang se denomina "vehículo de combate sobre ruedas" porque desempeñará varias funciones diferentes, de forma similar a los Stryker estadounidenses. Otras variantes de la plataforma del vehículo cumplirán diferentes funciones, además del transporte blindado, como ambulancia blindada, vehículo de puesto de mando, vehículo de reconocimiento, portador de misiles antitanque, lanzador de misiles de defensa antiaérea, vehículo de apoyo de fuego y portador de mortero. Otras versiones podrían incluir un tanque ligero (en marzo de 2018 se confirmaron los planes para crear una versión con cañón automático de 57 mm, así como una versión con un cañón de 125 mm para su uso como cañón antitanque autopropulsado) y un cañón autopropulsado.
- BTR-7829 K-16 Bumerang - versión APC con una estación de armas con control remoto con una ametralladora pesada de 12,7 mm.
- VPK-7829 K-17 Bumerang - Versión IFV con cañón automático de 30 mm o 57 mm.
- Versión de cañón antitanque autopropulsado - Similar al Centauro, uno de los cuales había sido alquilado anteriormente a Rusia.

## Usuarios
- Rusia - 20 a 45, en estado de pruebas, pero por petición del presidente Vladímir Putin; se iniciará su producción en serie y su entrada en servicio se adelantará al año 2016.[3]

### Desarrollos relacionados
- Epoch Remote Control Turret
- Plataforma Universal de combate "Armata"

- T-14 Armata
- T-15 Armata
- Kurganets-25

- Typhoon VCI

### Vehículos similares
- Pandur II
- Boxer MRAV
- Stryker
- VBCI
- / Nurol Ejder
- VBM Freccia
- MOWAG Piranha
- FNSS PARS
- TAB Zimbru
- BTR-90
 BTR-80
- BTR-3
 BTR-4